# Giuseppe Raimondi (politico)
Giuseppe Raimondi (Tortona, 9 luglio 1878 – Albisola Superiore, 29 ottobre 1955) è stato un politico italiano.

## Biografia
Figlio di un proprietario terriero, studiò nel seminario diocesano, per dedicarsi successivamente alla viticultura e all'attività politica nelle file del Partito popolare, risultando eletto consigliere della Provincia di Alessandria e venendo candidato alle elezioni politiche del 1921. Nel 1922 emigrò in Argentina, dove continuò a dedicarsi alla viticultura. Dopo la seconda guerra mondiale, rientrò in Italia per collaborare con la Croce Rossa Italiana alla distribuzione degli alimenti. Per la Democrazia Cristiana venne eletto all'Assemblea costituente e successivamente alla Camera dei deputati nel collegio di Cuneo-Alessandria-Asti. Nel 1951 fu nominato presidente della Camera di commercio di Alessandria e membro del comitato centrale della Croce Rossa Italiana.